# Pistoia Basket 2000
Maillots
Pistoia Basket 2000, également connu sous le nom de Estra Pistoia pour des raisons de parrainage, est un club italien professionnel de basket-ball de la ville de Pistoia. Lors de la saison 2024-2025, le club évolue en Serie A.

## Historique
Dans les années 1990, Pistoia a été représentée dans la Serie A par un autre club, Olimpia Panier Pistoia. Le club a été créé en 2000 et, en raison de contrats de parrainage dans le passé, a aussi été connu comme Cassa Risparmio Pistoia (2002-05), Associazione Vivaisti Pistoia (2005-06) et Power Dry Pistoia (2006-07). La saison 2007-2008 est sa première en LegADue, il avait joué dans les divisions de niveau inférieur précédemment. Lors de la saison 2012-2013 le club obtient l’accession en Série A. Le club descend en Serie A2 pour la saison 2020-2021.

## Joueurs et personnalités du club

### Entraîneurs
Le tableau suivant présente la liste des entraîneurs du club depuis 2000.
| Rang | Nom            | Période   |
| ---- | -------------- | --------- |
| 1    | Enrico Fabbri  | 2000-2001 |
| 2    | Mario De Sisti | 2001      |
| 3    | Franco Morini  | 2001-2002 |

| Rang | Nom             | Période   |
| ---- | --------------- | --------- |
| 4    | Fabio Bongi     | 2002-2003 |
| 5    | Giovanni Papini | 2003-2005 |
| 6    | Massimo Friso   | 2005-2007 |

| Rang | Nom               | Période   |
| ---- | ----------------- | --------- |
| 7    | Maurizio Lasi     | 2007-2009 |
| 8    | Paolo Moretti     | 2009-2015 |
| 9    | Vincenzo Esposito | 2015-2018 |

| Rang | Nom                | Période |
| ---- | ------------------ | ------- |
| 10   | Alessandro Ramagli | 2018-   |

### Joueurs emblématiques
- Yakhouba Diawara
- Guillaume Yango
- Wen Mukubu
- Duda Sanadze
- Joseph Forte
- Bradley Wanamaker
- Tony Skinn